# Pasocepheus papuanus
Pasocepheus papuanus är en kvalsterart som först beskrevs av Balogh 1970.  Pasocepheus papuanus ingår i släktet Pasocepheus och familjen Carabodidae. Inga underarter finns listade i Catalogue of Life.